# Coristanco
Coristanco – gmina w Hiszpanii, w prowincji A Coruña, w Galicji, o powierzchni 141,28 km². W 2011 roku gmina liczyła 6974 mieszkańców.